# Nils Gulliksson
Nils Gulliksson, född 6 juli 1966, är en svensk illustratör och spelkonstruktör. Under Äventyrsspel/Target Games existens var han inblandad i nästan samtliga av företagets produktioner, som illustratör, författare eller producent. Efter Target Games blev han VD i Paradox Entertainment.
Som skribent i tidskriften Sinkadus använde han ofta pseudonym, bland annat Lars Apic. I december 2016 utkom Nils Gulliksson, i samarbete med Orvar Säfström och Fria Ligan, med samlingsverket Nils Gulliksson - Illustrationer och skisser där många av hans illustrationer, både tidigare publicerade och opublicerade, visades upp med hjälp av insamling via Kickstarter som gav 738.867 kronor.

## Verk i urval
- Gast (redaktör)
- Kult (illustrationer)
- Monsterboken, Monsterboken II (illustrationer)
- Mutant Chronicles (koncept)
- Mörkrets Legioner (illustrationer)
- Nils Gulliksson - Illustrationer och skisser